# Кархародонтосаурус
Кархародонтосаурус (лат. Carcharodontosaurus) је био род тероподних диносауруса из породице алосауроида. Постојао је током ценоманијске епохе касне креде између 99 и 94 милиона година пре нове ере, на подручју данашње северне Африке. Његов назив значи „гуштер са ајкулиним зубима“.

## Опис животиње
Са тежином од 8 тона и дужином главе од 1,6 метара, кархародонтосаурус се убраја међу највеће тероподне диносаурусе, чије димензије превазилазе једино тираносаурус, спиносаурус, те сродни јужноамерички кархародонтосауриди гиганотосаурус и мапусаурус. Његова максимална дужина се процењује на 13,5m. Зуби су му били 20 cm дуги.
Осим тела, и реп му је био масиван и имао је тешке кости. Предњи екстремитети су му били кратки, са по три прста и јаким канџама. Према морфолошким одликама веома је сличан јужноамеричком гиганотосаурусу, са којим дели и временско раздобље, па су раније постојале претпоставке да се ради о две врсте истог рода, мада новије студије сврставају гиганотосауруса и мапусауруса као блиске сроднике унутар филогенетског стабла породице кархародонтосаурида.

## Начин живота
Живео је на подручју северне Африке и био је ловац, а можда и стрвинар. Савременик кархародонтосауруса на том подручју је био један од највећих теропода, спиносаурус, али претпоставља се да су били специјализовани за различите еколошке нише и плен, те да нису често улазили у сукобе. 
Кархародонтосаурус је, као и већина крупнијих кархародонтосаурида, вероватно био специјализован за лов на сауроподе. Неки сауроподи са којима је делио екосистем у северној Африци су паралититан и египтосаурус из формације Бахарија у данашњем Египту, те ребахисаурус из формације Кем Кем у данашњем Мароку.

## Фосилни налази
Први фосилни налази откривени су у Африци 1920. године. Тада су европски палеонтолози открили делове лобање и мањи број костију. Смештени су у музеј у јужној Немачкој, али је та зграда оштећена 1944. године приликом савезничког бомбардовања и фосили су тада били уништени. Тим са Универзитета у Чикагу је предвођен палеонтологом Полом Сереном 1996. године на планини Атлас у Мароку на једном гребену еродираног пешчара пронашао лобању још већу од оне која је уништена током Другог светског рата. То је било једно од значајнијих открића овог палеонтолога.